# Soroll de granalla

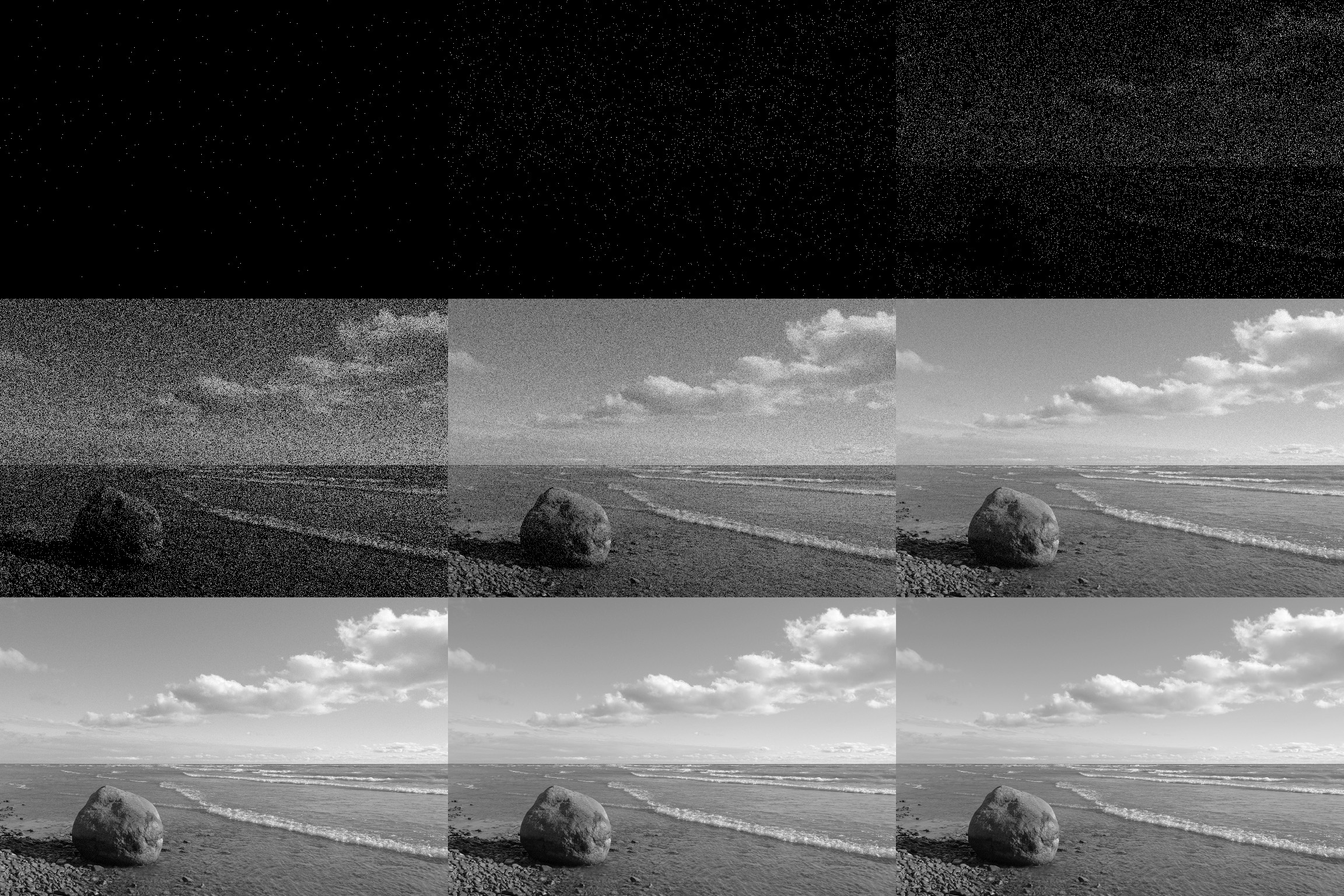
Fig.1 Simulació de soroll de dispar en fotons, disminueix d'esquerra a dreta i de dalt a baix. Quants menys fotons més gran és el soroll de dispar.

El soroll de granalla o soroll de Poisson (en anglès shot noise) és un tipus de soroll que es dona en dispositius electrònics i òptics degut a la natura discreta dels electrons i fotons. En electrònica el soroll de granalla és conseqüència de la natura discreta de la càrrega elèctrica. En dispositius òptics, en canvi, s'associa a les característiques de partícula de la llum. Aquest soroll és fàcilment observable quan el nombre d'electrons o fotons emesos és baix. Llavors es conclou que les fluctuacions segueixen una funció aleatòria.

## Primeres observacions
El descobriment del soroll de dispar va ser mercès al físic alemany Walter Schottky a principis del segle XX quan estudiava les fluctuacions del corrent en tubs de buit.

## Propietats
- El soroll de dispar es pot modelar per un procès de Poisson.
- La relació senyal/soroll ve donada per : {\displaystyle SNR=\surd N} on {\displaystyle N} és el nombre d'electrons o fotons de l'experiment en qüestió (vegeu Fig.1)
- Quant més petit sigui el corrent electrònic o la lluminositat d'una imatge, més important serà aquest soroll de dispar.